# 模曲線
在代數幾何及數論領域，模曲線是一類緊黎曼曲面，同時也是定義於某數域上的射影代數曲線。模曲線是當代數論、表示理論及代數幾何中重要的課題。
「模曲線」一詞源於以下事實：模曲線參數化了一族橢圓曲線，因而是一種模空間。志村簇是模曲線在高維度的類比。

## 定義
考慮上半平面 {\displaystyle {\mathcal {H}}:=\{z\in \mathbb {C} :{\hbox{Im}}(z)>0\}}。取 {\displaystyle {\mathcal {H}}} 對模群 {\displaystyle \Gamma :={\hbox{SL}}(2,\mathbb {Z} )} 的有限指數子群之商，所得到的未必是緊緻空間。作完備化後便得到模曲線。可以證明模曲線必然是 {\displaystyle \mathbb {C} } 上的平滑代數曲線；從複分析角度來看，便是緊黎曼曲面。

## 例子
對正整數 {\displaystyle N}，定義同餘子群
{\displaystyle \Gamma (N):={\hbox{Ker}}({\hbox{SL}}(2,\mathbb {Z} ){\stackrel {{\hbox{mod }}N}{\longrightarrow }}{\hbox{SL}}(2,\mathbb {Z} /N\mathbb {Z} ))}。
相應的模曲線記為 {\displaystyle X(N)}，也稱為古典模曲線。除了完備化添加的尖點外，其複值點一一對應於下述資料的同構等價類：
{\displaystyle (E,P)}，{\displaystyle E} 是複橢圓曲線、{\displaystyle P\in E(\mathbb {C} )} 是 {\displaystyle N}-撓點。
當 {\displaystyle N\leq 2} 時，{\displaystyle X(N)} 的虧格等於零，否則其虧格則是
{\displaystyle g(X(N))=1+{\frac {N^{2}(N-6)}{24}}\prod _{p|N}(1-p^{-2})}。
{\displaystyle \Gamma (N)} 的模形式可理解為 {\displaystyle X(N)} 上某族線叢的截面。此時可以用幾何方式研究赫克算子，因為它們由模曲線之間的對應給出。

## 外部連結
- A.A. Panchishkin, A.N. Parshin, , Hazewinkel, Michiel  (编), , Springer, 2001, ISBN 978-1-55608-010-4